# Gregory Woods
Gregory Woods (Egipto, 1953), é um professor, crítico literário, ensaísta e poeta. Woods é natural do Egipto, mas durante a crise do Suez a sua família mudou-se para o Gana, onde passou grande parte da sua juventude. Estudou numa escola católica em Oxfordshire, na Inglaterra, tendo-se licenciado em Inglês e Literatura Americana na Universidade de East Anglia. Gregory Woods foi, em 1998, o primeiro professor de um curso de Estudos Gay e Lésbicos no Reino Unido, na Universidade de Nottingham Trent.
Publicou vários livros de poesia e vários ensaios, de entre os quais se destaca A History of Gay Literature: The Male Tradition (1998).

## Obra
- Articulate Flesh: Male Homo-eroticism and Modern Poetry (1987), ensaio, Yale University Press, Londres, 231 pages, ISBN 0300038720
- We Have the Melon (1992), poesia
- This Is No Book: A Gay Reader (1994), ensaio, editora: Mushroom/Five Leaves
- May I Say Nothing (1998), poesia
- A History of Gay Literature: The Male Tradition (1998), ensaio, Yale University Press, Londres, 456 pages, ISBN 0300072015
- The District Commissioner's Dreams (2002), poesia